# Masdevallia cocapatae
Masdevallia cocapatae là một loài thực vật có hoa trong họ Lan. Loài này được Luer, Teague & R.Vásquez mô tả khoa học đầu tiên năm 1997.